# Vladimir Micov
Vladimir Micov (Sérvio Владимир Мицов) (Belgrado, 16 de abril de 1985) é um basquetebolista sérvio que atua pelo EA7 Emporio Armani.